# Handlungsgehilfe

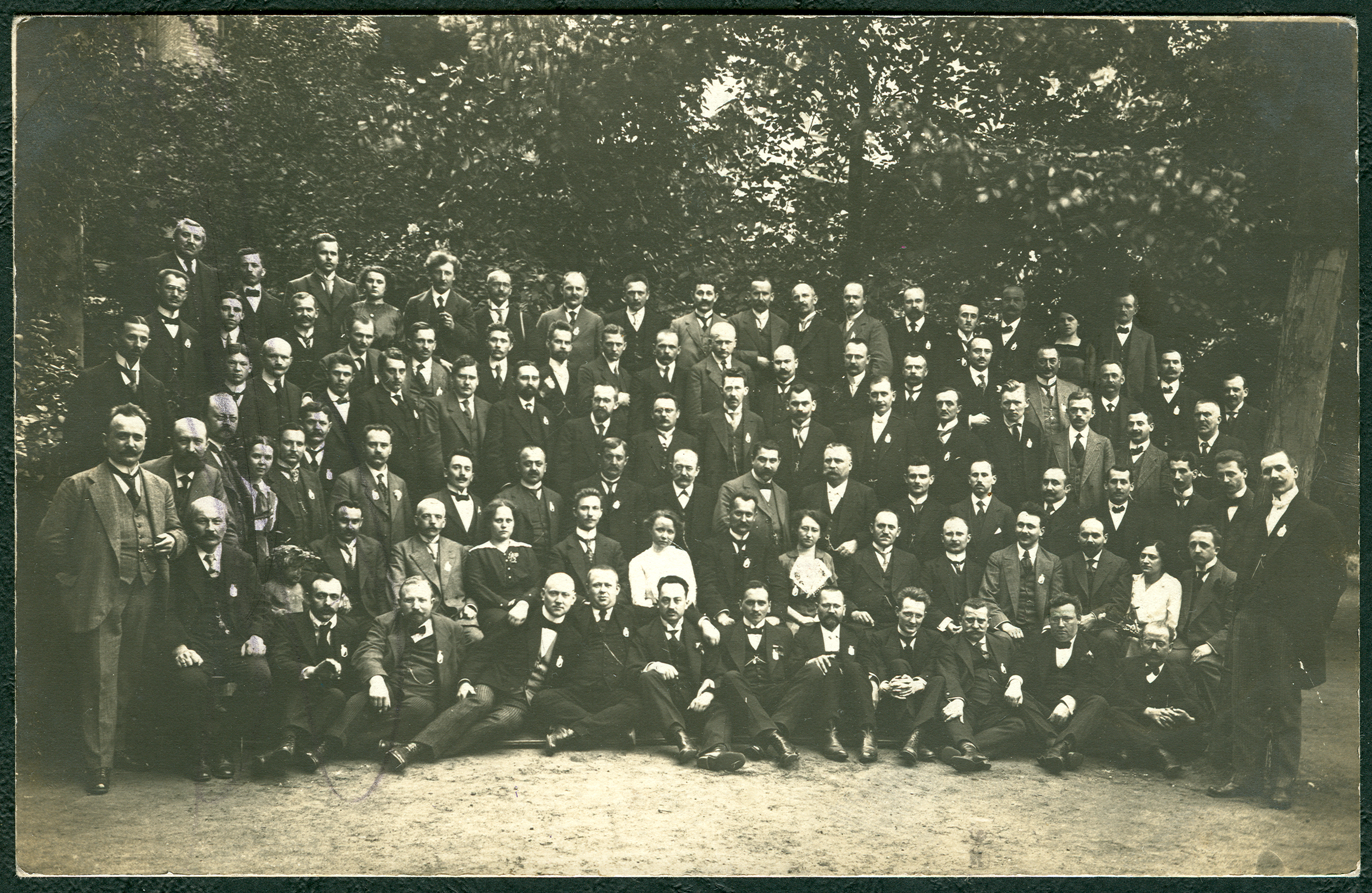
9. Generalversammlung des Zentralverbandes der Handlungsgehilfen, 18. – 21. Mai 1914 in Hannover, Gruppenbild

Der Handlungsgehilfe (umgangssprachlich auch Handelsgehilfe) ist in der Wirtschaft ein zur Leistung kaufmännischer Dienste in einem Handelsgewerbe Angestellter.

## Allgemeines
Ursprünglich bezeichnet der Ausdruck eine Hilfsarbeitskraft des kaufmännischen Sektors, heute ist er in Deutschland noch Berufsbezeichnung. Sonst spricht man allgemein von kaufmännischen Angestellten.

## Rechtsfragen
Ebenso wie der Handlungslehrling ist der Handlungsgehilfe gesetzlich im sechsten Abschnitt des ersten Buches des Handelsgesetzbuches (HGB) geregelt. § 59 Satz 1 HGB enthält eine Legaldefinition, wonach Handlungsgehilfe ist, „wer in einem Handelsgewerbe zur Leistung kaufmännischer Dienste gegen Entgelt angestellt ist.“
Der Handlungsgehilfe muss in Ermangelung einer individuellen Vereinbarung (Arbeitsvertrag gemäß §§ 611ff. BGB) die ortsüblichen Dienste leisten und darf die übliche Vergütung beanspruchen (§ 59 Satz 1 HS. 2 HGB). Besonders geregelt ist ein gesetzliches Wettbewerbsverbot, dem zufolge der Handlungsgehilfe nur mit Einwilligung des Kaufmanns (Arbeitgebers) für eigene oder fremde Rechnung Geschäfte machen darf (§ 60 f. HGB). Im Gegenzug trifft den Arbeitgeber eine Fürsorgepflicht (§ 62 HGB). Der Handlungsgehilfe muss seine Dienste im Zweifel persönlich erbringen (§ 613 Satz 1 BGB).
Eine Vereinbarung zwischen dem Kaufmann und dem Handlungsgehilfen, die den Gehilfen für die Zeit nach Beendigung des Dienstverhältnisses in seiner gewerblichen Tätigkeit beschränkt (Wettbewerbsverbot), bedarf der Schriftform (§ 74 Abs. 1 HGB).

## Wirtschaftliche Bedeutung
Die geistige Tätigkeit muss beim Handlungsgehilfen überwiegen, so dass überwiegende nicht-kaufmännische, gewerbliche, wissenschaftliche oder künstlerische Tätigkeit und Techniker oder Ingenieure keine Handlungsgehilfen sind. Nur ein geringer Prozentsatz der Arbeitnehmer sind Handlungsgehilfen, die Vorschriften werden aber zum Teil durch Rechtsprechung und Literatur entsprechend für die übrigen Angestellten angewandt, etwa das Wettbewerbsverbot oder die Fürsorgepflicht.